# One Direction
One Direction (транскр.  Ван дирекшон; често неправилно Ван дирекшн) британско-ирска је музичка група формирана у Лондону 2010. године. Чланови групе су Лијам Пејн, Најал Хоран, Зејн Малик, Хари Стајлс и Луј Томлинсон. Чланови групе упознали су се тако што су 2010. године представили, сваки посебно на британској верзији певачког такмичења Икс фактор.
На предлог жирија, од њих петорице формирана је група, која је такмичење завршила освојивши треће место. После тога, група је потписала уговор са издавачком кућом Сајмона Кауела, Сајко рекордс,. Као резултат овог уговора, изашао је први сингл What Makes You Beautiful у септембру 2011. године, и био број један у Уједињеном Краљевству и Ирској; а у новембру исте године и први албум под називом Up All Night, који се нашао на другом месту америчке топ листе албума, да би се у марту 2012. нашао на првом месту Билборд топ 200 најбољих албума. Дебитантски албум заузима прво место у петнаест земаља.
На МТВ видео музичком такмичењу септембра 2012. године додељена им је награда публике за најбољи поп видео, као и награда за најбоље младе уметнике. То је прва енглеска група која се по први пут налази на првом месту у САД са дебитантским албумом. Освајају награду Брит за најбољи сингл 2012. године. Победници су Омиљени УК бенд на Никелодион кидс чојс од исте године. Менаџер групе је британски ТВ стручњак Сајмон Кауел.

## Учествовање наИкс фактору(2010—2011)
Године 2010. Зејн Малик, Лијам Пејн, Луј Томлинсон, Најал Хоран и Хари Стајлс су одлучили да се пријаве на кастинг за седмо британско издање музичког шоуа Икс фактор и траже одобрење од судија да наступају као соло уметници у момачкој категорији.
Зејн се пријавио на кастинг још 2009. године, али се није појавио јер није имао довољно храбрости. Међутим, годину дана касније, ипак је одлучио да се суочи са судијама, певајући а капела песму Мариову песму Let me love you. Никол Шерзингер, Луис Волш и Сајмон Кауел су били једногласни. Зејн је добио три од три позитивне оцене и без проблема прошао у други круг такмичења.
На кастинг се такође пријавио и Луј Томлинсон са песмом Hey There Delilah коју изводи група на The Pain White Ts. Он је импресионирао жири и такође добија три „Да“ са чиме Луј продужава такмичење. 
Хари Стајлс се бори за позитивне оцене судија, изводећи а капела песму Isn’t she lovely од Стивија Вондера. Никол и Сајмон су били одушевљени његовим гласом. Луис Волш се сложио са њиховим мишљењем, али је рекао да је још увек сувише мали и зато му даје „Не”. И поред тога, две позитивне оцене су му биле довољне да прође у следећи круг такмичења.
Најал Хоран се појављује пред четири судије – Кејти Пери, Шерил Кол, Луис Волш и Сајмон Кауел, са песмом од извођача Ни-Јо So Sick. Сви га воле. Хвалили су га да је много симпатичан и леп, да има таленат, али да је погрешио у избору песме. Управо због тога Шерил одлучи да му да „Не”. Сајмон и Луис су му дали афирмативне оцене и одлуку су оставили на Кејти, јер му је било потребно три гласа за, за пролазак. Кејти се сложила са Шерил да није довољно да буде сладак, већ је потребно да има и таленат. Али с обзиром да Најал има обоје, даје му последње „Да”, које му је омогућило да се пласира даље.
Лијам Пејн се појавио на кастингу још 2008. године. Иако је имао успешан наступ, судије су му рекли да није спреман за даље. Сајмон га је саветује да дође за две године кад буде потпуно друга особа, јер још није дорастао. И заиста, 2010. године, Лијам наступа испред судија са песмом Cry me a river. Све четири судије су били импресионирани његовим перформансом, а Сајмон и Натали су аплаудирали чак и њиховим ногама. Лијам добија четири позитивна одговора и пролази даље.
Свих пет момака успешно пролазе прве кампове за обуку. Али, у свом другом извештају они се не квалификују за следећи круг - Куће судија. Неколико минута касније, судије су позвале Зејна, Лијама, Луја, Најала и Харија на сцену. Рекли су им да су сви они веома талентовани и штета је да испадну, али да нема места за све њих појединачно у даљем такмичењу. На предлог госта судије, Никол Шерзингер, момци су основали петочлани бенд у Вембли арени, у Лондону, током јула 2010, за време буткампа, припремне фазе такмичења и пласирали су се у категорији „Групе“. Након тога, група је добила заједно две недеље да упознају једни друге и да вежбају. Хари је смислио назив „One Direction“. Прва песма коју су изводили заједно и са којом су се квалификовали даље, јесте акустична верзија песме Torn. Њихов ментор је био Сајмон Кауел, а гост судија Синита Малон. Упркос конкуренцији, Сајмон је одлучио да управо они заслужују да се нађу међу три групе који ће ући у последње коло такмичења – наступ уживо. За десет недеља у кампу, момци никада нису били на елиминацији. Певали су многе познате и захтевне песме као што су: My Life Would Suck Without You, Nobody Knows, Kids in America, Something About the Way You Look Tonight и Only Girl (In the World). У финалу наступали су са композицијом She's the One од извођача Робија Вилијамса. Нажалост, на том такмичењу нису победили, већ су заузели треће место.

## Најл Хоран
Најл Џејмс Хоран (енгл. Niall James Horan) рођен је 13. септембра 1993. у Малингару, округ Вестмид, Ирска. Његови родитељи, Мора Галагер и Боби Хоран, поред њега имају још једног старијег сина Грега. Када је Најал имао пет година, они су се развели, а Грег и Најал су пар година балансирали између њих двоје и живели мало код мајке, а мало код оца, пре него што су одлучили да ће обојица живети са оцем у Малингару. У свом родном месту је Најал и завршио основну школу.
Такође, у Малингару је и први пут почео да се бави певањем као члан школског хора где су наступали у време Божића. Пре учешћа на Икс фактору, Најал је наступао више пута ван Малингара, по градовима широм земље, једном чак и у Даблину. Гитару свира од своје девете године. Хоран је изјавио да је велики љубитељ свинг џез музике, а за своје омиљене певаче навео је Френка Синатру, Дина Мартина и Мајкла Бублеа. Поред тога је рекао да воли и рок музику, посебно бендове The Eagles, Bon Jovi и The Script. На аудицији за Икс Фактор је певао песму "So Sick" од групе Ни-Јо. Најал је једини члан бенда One Direction из Ирске и у друштву је познат као шаљивџија. Такође, специфично за њега је да је у бенду једини плавушан, иако је његова коса природно браон боје, али је избељује од своје дванаесте године. Најал је леворук, а поред ирског, течно прича шпански језик. Заљубљеник је у тенис и једном је имао прилику да се фотографише са Новаком Ђоковићем.

## Зејн Малик
Зејн Џавад Малик (енгл. Zayn Javadd Malik) је рођен 12. јануара 1993. године у Бредфорду. Има три сестре. У школи је био проблематичан и учествовао у свим сукобима. Сматра да за успех у групи дугује својој мајци. На конкурсу „Икс фактор“ истакао се тиме што је побегао са сцене, због треме од наступа пред публиком.

## Лијам Пејн
Лијам Џејмс Пејн енгл. Liam James Payne је рођен 29. августа 1993. године у Вулверхемптону, Западни Мидлендс, Уједињено Краљевство. Рођен је три недеље раније од мајке Карен и оца Џефа, има две старије сестре Рут и Никол. Као мали оперисан је остао је с једним бубрегом. На аудицији „Икс фактор“ се представио два пута. Први пут 2008. године није успео да прође.
У другом покушају је на аудицији отпевао песму енгл. Cry Me a River Џастина Тимберлејка и касније је постао члан групе. Омиљена боја била му је љубичаста. Трагично је настрадао 16.10.2024. када је пао са 3. спрата хотела у ком је боравио, у главном граду Аргентине.

## Хари Стајлс
Харолд Хари Едвард Стајлс (енгл. Harold Harry Edward Styles) је рођен 1. фебруара 1994. године у селу Хоумс Чапел (енгл. Holmes Chapel), Чешир, Уједињено Краљевство. Похађао је Свеобухватну вишу школу у свом родном месту. Његови родитељи Ане и Дес (енгл. (Anne, Des)) су се развели 2001. године када је он имао седам година. Има старију сестру по имену Џема (енгл. Gemma Anne Styles) и полубрата. Његова омиљена боја је наранџаста, а има преко двадесет тетоважа.
Пре овог бенда био је главни певач у школском бенду Бели еским. На аудицији X факторa 2010. године певао је песму "Isn't she lovely" од Стивија Вондера где је добио три од четири гласа јер је један од жирија мислио да је шеснаестогодишњи Хари превише млад за такмичење. У војсци је певао песму "Stop crying your heart out" од бенда Oasis. Тада није прошао даље. Након што им је саопштено да нису прошли у категорији "Boys" формиран је бенд One Direction, за који је управо он смислио назив. Елвис Пресли је имао највећи утицај на њега.

## Луј Томлинсон
Луј Томлинсон (енгл. Louis William Tomlinson) је рођен 24. децембра 1991. године у Донкастеру. Има четири млађе сестре. 
Као студент на Хал Кросу (енгл. „Hall Cross“), Томлинсон је глумио у неколико музичких продукција. Роби Вилијамс је имао највећи утицај на њега. У интервјуу за магазин Сад (енгл. „Now“) је изјавио: „Увек сам велео Робија. Он је тако безобразан, може да се извуче са било чиме. Његови наступи су невероватни." Такође се диви и музичару Еду Ширану (енгл. Ed Sheeran), описујући га као феноменалног. 
Најстарији је члан и сматра се лидером групе.

## Дискографија
- Up All Night (2011)
- Take Me Home (2012)
- Midnight Memories (2013)
- Four (2014)
- Made in the A.M. (2015)

## Галерија
-One Direction у Торонту
- Икс фактор - уживо наступи
- Икс фактор - уживо наступи
- 2013.
- 2013.
- Многобројна публика